# Setge de Tarassona
El Setge de Tarassona de 1357 fou un dels episodis de la Guerra dels dos Peres.

## Antecedents
Les causes de la guerra es troben en les pretensions del monarca castellà sobre les terres del sud del Regne de València, incloent-hi Múrcia, Elx, Alacant i Oriola, si bé el desencadenant és un episodi en què nou galeres catalanes, armades per mossèn Francesc de Perellós amb llicència del rei d'Aragó Pere el Cerimoniós, que anaven en auxili de França contra Anglaterra, van arribar a Sanlúcar de Barrameda a la recerca de vitualles i van capturar en aquelles aigües dos vaixells de la República de Gènova, que llavors es trobava en guerra amb Aragó. Pere el Cruel, que es trobava a l'esmentat port, va requerir Perellós perquè abandonés la seva presa; i com l'aragonès no ho fes, es va queixar a Pere el Cerimoniós, que tampoc li va fer cas.
El rei de Castella embarcà a Sevilla i perseguí amb algunes galeres Perellós fins a Tavira, però no va poder atrapar-lo. Segons una memòria de l'època, va ser el primer rei de Castella que es va embarcar per fer la guerra per mar. Si fins aquell moment havien tingut hostilitats, a principis de 1357 li declara la guerra. En la lluita entre els dos regnes cristians, Enric II de Castella (germanastre de Pere I de Castella) amb altres castellans va afavorir Pere el Cerimoniós, i l'infant Ferran (germanastre de Pere d'Aragó i fill d'Elionor de Castella) va ajudar Pere el Cruel.

## El setge
L'any 1357, el Pere el Cruel va penetrar amb ajuda dels mestres de les ordes de Calatrava, Sant Jaume i Alcántara les terres d'Aragó, atacant Trasobares i Calcena i es va apoderar de Tarassona el 9 de març.

## Conseqüències
Amb l'amenaça castellana a Saragossa, a instàncies del cardenal Guillaume de la Jugie, llegat d'Innocenci VI, es va signar el 8 de maig entre ambdós reis una treva d'un any, que Pere el Cerimoniós trencà l'agost recuperant Tarassona.